# 2,5-ジアミノ-6-(リボシルアミノ)-4(3H)-ピリミジノン-5'-リン酸レダクターゼ
2,5-ジアミノ-6-(リボシルアミノ)-4(3H)-ピリミジノン-5'-リン酸レダクターゼ(2,5-diamino-6-(ribosylamino)-4(3H)-pyrimidinone 5'-phosphate reductase)は、次の化学反応を触媒する酵素である。
2,5-ジアミノ-6-(1-D-リビチルアミノ)ピリミジン-4(3H)-オン-5'-リン酸 + NAD(P)+ {\displaystyle \rightleftharpoons } 2,5-ジアミノ-6-(1-D-リボシルアミノ)ピリミジン-4(3H)-オン-5'-リン酸 + NAD(P)H + H+
この酵素の基質は2,5-ジアミノ-6-(1-D-リビチルアミノ)ピリミジン-4(3H)-オン-5'-リン酸とNAD(P)+で、生成物は2,5-ジアミノ-6-(1-D-リボシルアミノ)ピリミジン-4(3H)-オン-5'-リン酸、NAD(P)HとH+である。
この酵素は酸化還元酵素に属し、NAD+またはNADP+を受容体として供与体であるCH-OH基に特異的に作用する。組織名は2,5-diamino-6-(1-D-ribitylamino)pyrimidin-4(3H)-one 5'-phosphate:NAD(P)+ oxidoreductaseで、別名に2,5-diamino-6-ribosylamino-4(3H)-pyrimidinone 5'-phosphate reductase、MjaREDがある。